# Калитка

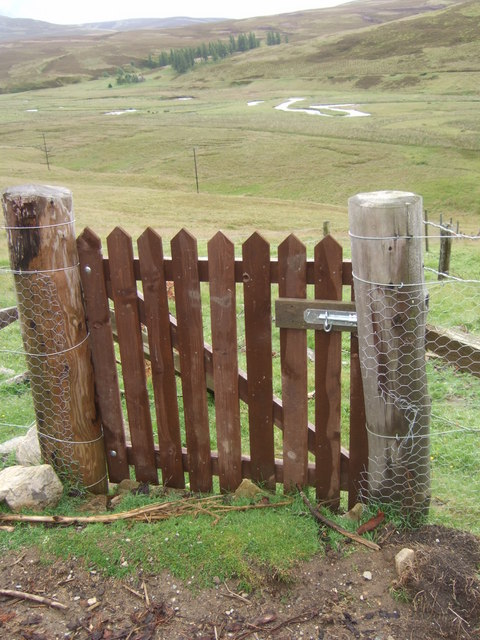
Калитка в сельской местности.

Калитка — дверь в заборе, предназначенная для входа на огороженную забором территорию и выхода с неё. 

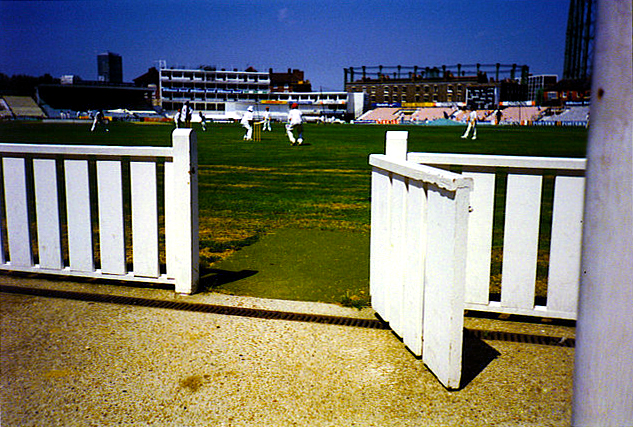
Калитка на стадионе.

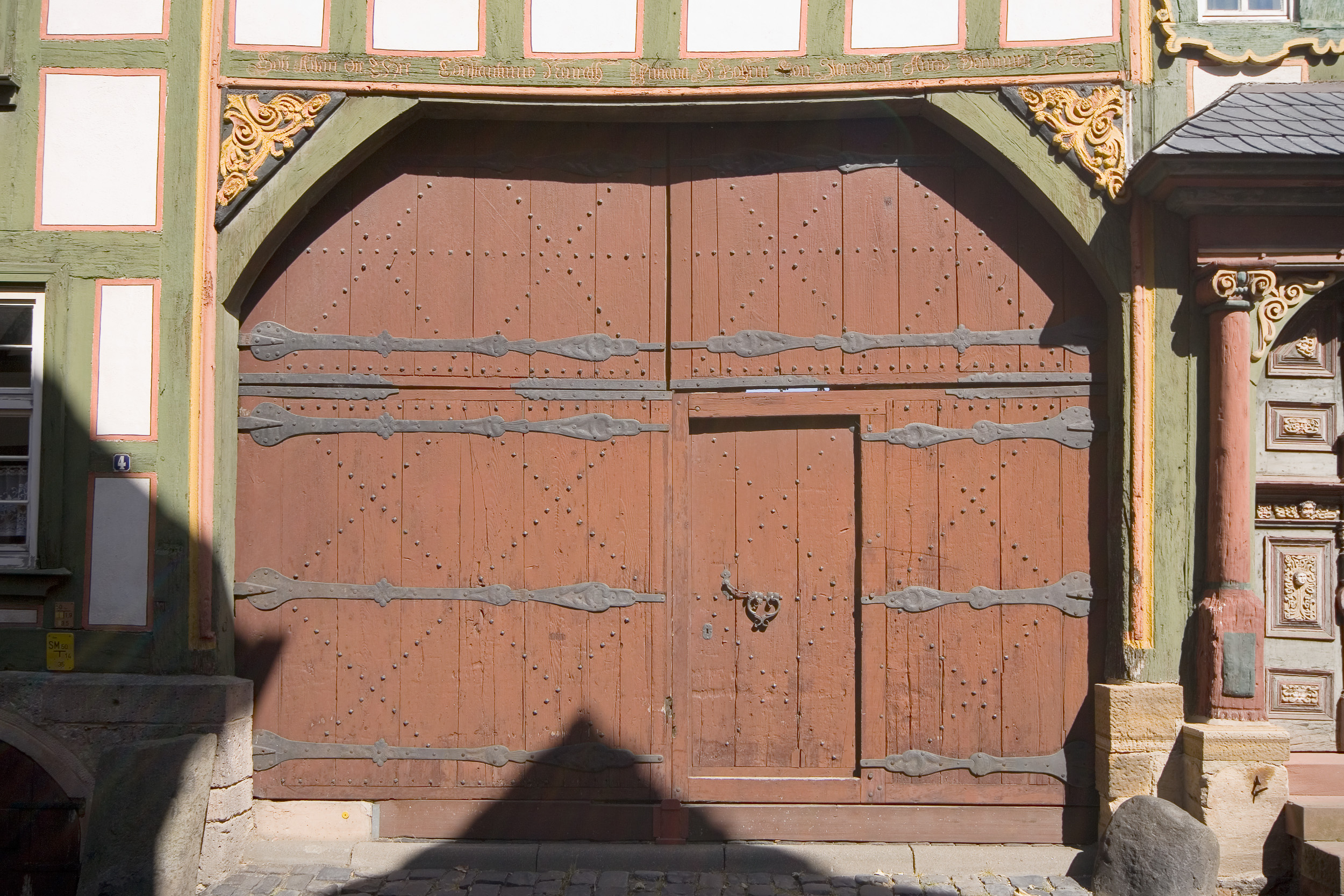
Дверь в воротах. Это не калитка, а дверь.

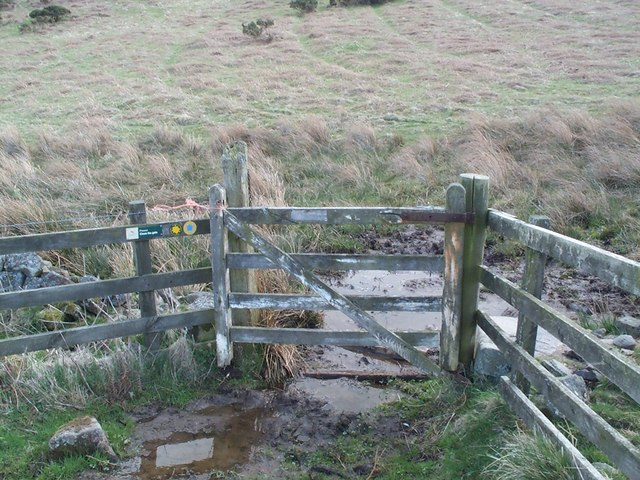
Перелаз с калиткой или перетын с калиткой.

Слова «калитка» — это уменьшительное от слова «калита». Калита — это дверь, дверка подле ворот, или в воротах, для пеших, либо в заборе, ограде; фортка, форточка. Припасти себе калиточку. то есть лазейку. Двор обо двор, и калитка на двор, дружные соседи. Получается, что уменьшительное «калитка» обозначает неполноценную дверь типа форточки. А полноценная дверь может носить древнерусское название «калита», но не «калитка».
Чаще всего изготавливается из металла и дерева. Конструктивными особенностями калиток являются: простота конструкции, минимум конструкционных материалов, простые замки или их полное отсутствие с заменой замка на щеколды, крючки и проч. Если дверь, как правило, не позволяет увидеть, что находится или происходит за дверью, то калитка зачастую оставляет обзор в обоих направлениях открытым.
Широко распространена в сельских местностях.
В некоторых регионах часто двери в заборе или воротах называют калиткой, в таких регионах отсутствует термин «перелаз». Это сказывается двоякостью в рекламе (иногда пишут ворота, иногда калитка). Однако, двери — это двери не ниже высоты человеческого роста, а калитка — это неполноценная дверь. Если дверь в заборе сделана из металлической сетки и позволяет просматривать территорию за ней, то такую дверь часто называют калиткой, независимо от её высоты. Ошибочно называть полноценную дверь в воротах калиткой.
Есть такое выражение: «Не открывай калитку! Говори через калитку!» Так говорили в Одессе местные ещё в 1960—1970-х, когда к забору ниже головы человека подходил незнакомый человек или соседка, с которой поругались ранее. Разговор через калитку не позволял перейти разговору или ругани в драку.
Перелаз — это низкий забор, через который можно переступить.
В украинских сёлах говорят «пэрэтын» (укр.: перетин), что означает низкий забор плетённый из веток и стволов мелких деревьев или из сделанный досок, через который легко переступить, — то есть преграду, которую легко пересечь. Пэрэтын произошёл от украинского слова «пэрэтынати» (укр.: перетинати) — которое произошло от слова «тын» (плетеный забор), то есть «перетынаты» означает преодолевать тын.

### Типы калиток в современном жилищном строительстве
1. калитка из профнастила;
2. калитка «глухая» металлическая;
3. калитка «открытая» металлическая с элементами ковки;
4. калитка из «3d» сетки;
5. калитка из металлического штакетника.